# ستژلتسه ویلکیه (استان لهستان بزرگ‌تر)
ستژلتسه ویلکیه (به لهستانی:  Strzelce Wielkie) یک روستا در لهستان است که در گمینا پیاسکی (استان لهستان بزرگ‌تر) واقع شده‌است. ستژلتسه ویلکیه ۳۵۲ نفر جمعیت دارد.